# Cardiochiles
Cardiochiles is een geslacht van insecten uit de orde vliesvleugeligen (Hymenoptera) en de familie schildwespen (Braconidae).

## Soorten
- C. aethiops (Cresson, 1873)
- C. alboannulatus Telenga, 1955
- C. albocalcaratus Enderlein, 1906
- C. albopilosus Szepligeti, 1902
- C. angustifrons Brues, 1924
- C. apicalis (Cresson, 1873)
- C. aterrimus Fischer, 1958
- C. bequaerti Brues, 1926
- C. calculator Telenga, 1955
- C. calvus Huddleston & Walker, 1988
- C. ceylonicus Enderlein, 1906
- C. dissimulator Turner, 1918
- C. erythronotus Cameron, 1906
- C. explorator (Say, 1836)
- C. falcatus Tobias & Alexeev, 1977
- C. fallax Kokujev, 1895
- C. floridanus (Ashmead, 1894)
- C. fumatus Telenga, 1949
- C. fuscipennis Szepligeti, 1900
- C. fuscus Tobias & Alexeev, 1977
- C. glaphyrus Alexeev, 1971
- C. gussakovskii Telenga, 1949
- C. gwenae Dangerfield & Austin, 1995
- C. hyalipennis Telenga, 1955
- C. javanus Enderlein, 1906
- C. karakumicus Tobias & Alexeev, 1977
- C. kasachstanicus Tobias & Alexeev, 1977
- C. laevifossa Enderlein, 1906
- C. longiceps Roman, 1910
- C. lucidus Telenga, 1955
- C. melanotus Telenga, 1955
- C. mexicanus (Cresson, 1873)
- C. microsomus Tobias & Alexeev, 1977
- C. minutigeri Shenefelt, 1973
- C. nigroclypeus Viereck, 1905
- C. orizabae (Cresson, 1873)
- C. ornatus (Cresson, 1873)
- C. pappi Oltra & Falco, 1997
- C. philippensis Ashmead, 1905
- C. phostriae de Saeger, 1948
- C. pictithorax Granger, 1949
- C. planitarsus Ahmad & Shujauddin, 2004
- C. populator (Say, 1824)
- C. priesneri Fischer, 1958
- C. pseudofallax Telenga, 1955
- C. purpureus Fischer, 1958
- C. ruficollis (Cameron, 1902)
- C. saltator (Fabricius, 1781)
- C. scapularis Brues, 1926
- C. semenowi Kokujev, 1895
- C. shestakovi Telenga, 1949
- C. therberiae Rohwer, 1920
- C. thoracicus (Cresson, 1873)
- C. tibialis Hedwig, 1957
- C. tibiator (Say, 1824)
- C. tjanshanicus Tobias & Alexeev, 1977
- C. triplus Shenefelt, 1973
- C. turcmenicus Tobias & Alexeev, 1977
- C. turkestanicus Telenga, 1955
- C. vitripennis Tobias & Alexeev, 1977
- C. volgensis Tobias, 1986
- C. weidholzi Fischer, 1958
- C. xanthocarpus Szepligeti, 1913